# 化学兵器の禁止及び特定物質の規制等に関する法律
化学兵器の禁止及び特定物質の規制等に関する法律（かがくへいきのきんしおよびとくていぶっしつのきせいとうにかんするほうりつ、平成7年法律第65号）は、化学兵器禁止条約及び爆弾テロ防止条約の適確な実施確保のため、化学兵器の製造等の禁止・特定物質の製造等の規制等をすることに関する日本の法律（第1条）である。
公布は平成7年（1995年）4月5日。

## 概要
化学兵器等の製造、所持等を禁止するとともに、化学兵器等を使用する行為についての罰則及びそれによる被害が発生した場合の措置等を定め、もって化学兵器等による人の生命及び身体の被害の防止並びに公共の安全の確保を図ることを目的として1995年（平成7年）に制定された法律である。

## 定義
- 毒性物質 - 人が吸入し、又は接触した場合に、これを死に至らしめ、又はその身体の機能を一時的若しくは持続的に著しく害する性質（毒性）を有する物質
- 化学兵器 - 砲弾、ロケット弾やその他兵器[1]であって、毒性物質又はこれと同等の毒性を有する物質を充てんしたもの
- 特定物質 - 毒性物質及び毒性物質の原料となる物質（原料物質）のうち、化学兵器の製造の用に供されるおそれが高いもの
- 指定物質 - 特定物質以外の毒性物質及び原料物質のうち、化学兵器の製造の用に供されるおそれがあるもの
- 第一種指定物質 - 指定物質のうち化学兵器以外の用途に使用されることが少ないもの
- 第二種指定物質 - 第一種指定物質以外の指定物質

## 処罰される行為
- 化学兵器使用罪（第38条第1項・第3項） - 化学兵器等を使用して毒性物質等を発散させた者は、無期又は2年以上の拘禁刑に処する。未遂罪も同様に処する。
- 毒性物質等発散罪（第38条第2項・第3項） - 毒性物質等をみだりに発散させて人の生命、身体又は財産に危険を生じさせた者は、10年以下の拘禁刑又は500万円以下の罰金に処する。未遂罪も同様に処する。
- 化学兵器製造罪（第39条第1項・第4項） - 化学兵器を製造した者は、1年以上の有期拘禁刑又は700万円以下の罰金に処する。未遂罪も同様に処する。
- 化学兵器所持等罪（第39条第2項・第4項） - 化学兵器を所持し、譲り渡し、又は譲り受けた者は、10年以下の拘禁刑又は500万円以下の罰金に処する。未遂罪も同様に処する。
- 化学兵器製造目的毒性物質等製造等罪（第39条第3項・第4項） - 化学兵器の製造の用に供する目的をもって、毒性物質等を製造し、所持し、譲り渡し、又は譲り受けた者は、7年以下の拘禁刑又は300万円以下の罰金に処する。未遂罪も同様に処する。
- 化学兵器使用部品等製造等罪（第39条第3項・第4項） - 専ら化学兵器に使用される部品又は専ら化学兵器を使用する場合に用いられる機械器具であって、政令で定めるものを製造し、所持し、譲り渡し、又は譲り受けた者は、7年以下の拘禁刑又は300万円以下の罰金に処する。未遂罪も同様に処する。
- 化学兵器使用予備罪（第40条） - 化学兵器等を使用して毒性物質等を発散させる予備をした者は、5年以下の拘禁刑又は200万円以下の罰金に処する。
- 化学兵器製造予備罪（第41条） - 化学兵器を製造する予備をした者は、3年以下の拘禁刑又は100万円以下の罰金に処する。
- 特定物質製造罪（第43条） - 無許可で特定物質の製造をした者は、3年以下の拘禁刑若しくは100万円以下の罰金に処し、又はこれを併科する。
- 特定物質製造許可取消し等命令違反罪（第43条） - 特定物質の製造許可の取消し等命令に違反した者は、3年以下の拘禁刑若しくは100万円以下の罰金に処し、又はこれを併科する。
- 特定物質使用罪（第43条） - 無許可で特定物質の使用をした者は、3年以下の拘禁刑若しくは100万円以下の罰金に処し、又はこれを併科する。
- 特定物質許可製造者無許可変更罪（第44条） - 特定物質許可製造者として無許可でして事業所所在地等の事項[2]を変更した者は、1年以下の拘禁刑若しくは50万円以下の罰金に処し、又はこれを併科する。
- 特定物質許可製造者譲渡目的特定物質製造罪（第44条） - 特定物質許可製造者として許可使用者に譲り渡すためにその使用の許可に係る特定物質の製造をする場合以外で特定物質の製造をした者は、1年以下の拘禁刑若しくは50万円以下の罰金に処し、又はこれを併科する。
- 特定物質譲渡等罪（第44条） - 特定物質を譲り渡し、又は譲り受けた者は、1年以下の拘禁刑若しくは50万円以下の罰金に処し、又はこれを併科する。
- 特定物質所持罪（第44条） - 特定物質を所持した者は、1年以下の拘禁刑若しくは50万円以下の罰金に処し、又はこれを併科する。
- 特定物質破棄違反罪（第44条） - 特定物質を破棄すべきであるのに破棄しない者は、1年以下の拘禁刑若しくは50万円以下の罰金に処し、又はこれを併科する。
- 特定物質不当破棄罪（第44条） - 不適当な特定物質の廃棄の変更命令に違反して破棄した者は、1年以下の拘禁刑若しくは50万円以下の罰金に処し、又はこれを併科する。
- 書類等虚偽等罪（第45条） - 同法に定められた書類等について届けなかったり虚偽の記載をした者は、30万円以下の罰金に処する。
- 特定物質製造関連書類虚偽等罪（第47条） - 特定物質製造関連書類等について届けなかったり虚偽の記載をした者は、20万円以下の罰金に処する。
- 検査等命令違反罪（第49条） - 経済産業大臣の検査命令に違反した独立行政法人製品評価技術基盤機構役員は、20万円以下の過料に処する。

## 化学兵器禁止法規制物質一覧
|               | 毒性物質 | 原料物質 |
| ------------- | --- | --- |
| 特定物質      | (1) O-アルキル=アルキルホスホノフルオリダート（O-アルキルのアルキル基がシクロアルキル基であるものを含み、O-アルキルのアルキル基の炭素数が10以下であり、かつ、アルキルホスホノフルオリダートのアルキル基の炭素数が3以下であるものに限る。）                                                                                            | 1) アルキルホスホニルジフルオリド（アルキル基の炭素数が3以下であるものに限る。） |
| 特定物質      | (2) O-アルキル=N・N-ジアルキル=ホスホルアミドシアニデート（O-アルキルのアルキル基がシクロアルキル基であるものを含み、O-アルキルのアルキル基の炭素数が10以下であり、かつ、N・N-ジアルキルのアルキル基の炭素数が3以下であるものに限る。）                                                                                               | (2) O-アルキル=O-2-ジアルキルアミノエチル=アルキルホスホニット（O-アルキルのアルキル基がシクロアルキル基であるものを含み、O-アルキルのアルキル基の炭素数が10以下であり、かつ、O-2-ジアルキルアミノエチル及びアルキルホスホニットのアルキル基の炭素数が3以下であるものに限る。）並びにそのアルキル化塩類及びプロトン化塩類 |
| 特定物質      | (3) O-アルキル=S-2-ジアルキルアミノエチル=アルキルホスホノチオラート（O-アルキルのアルキル基がシクロアルキル基であるものを含み、O-アルキルのアルキル基の炭素数が10以下であり、かつ、S-2-ジアルキルアミノエチル及びアルキルホスホノチオラートのアルキル基の炭素数が3以下であるものに限る。）並びにそのアルキル化塩類及びプロトン化塩類 | (3) O-2-ジアルキルアミノエチル=ヒドロゲン=アルキルホスホニット（O-2-ジアルキルアミノエチル及びアルキルホスホニットのアルキル基の炭素数が3以下であるものに限る。）並びにそのアルキル化塩類及びプロトン化塩類 |
| 特定物質      | (4) S-2-ジアルキルアミノエチル=ヒドロゲン=アルキルホスホノチオラート（S-2-ジアルキルアミノエチル及びアルキルホスホノチオラートのアルキル基の炭素数が3以下であるものに限る。）並びにそのアルキル化塩類及びプロトン化塩類 | (4) O-イソプロピル=メチルホスホノクロリダート（別名クロロサリン） |
| 特定物質      | (4) S-2-ジアルキルアミノエチル=ヒドロゲン=アルキルホスホノチオラート（S-2-ジアルキルアミノエチル及びアルキルホスホノチオラートのアルキル基の炭素数が3以下であるものに限る。）並びにそのアルキル化塩類及びプロトン化塩類 | (5) O-ピナコリル=メチルホスホノクロリデート（別名クロロソマン） |
| 特定物質      | (5) 2-クロロエチルクロロメチルスルフィド | |
| 特定物質      | (6) ビス（2-クロロエチル）スルフィド（別名マスタードガス） | |
| 特定物質      | (7) ビス（2-クロロエチルチオ）メタン | |
| 特定物質      | (8) 1・2-ビス（2-クロロエチルチオ）エタン（別名セスキマスタード） | |
| 特定物質      | (9) 1・3-ビス（2-クロロエチルチオ）-n-プロパン | |
| 特定物質      | (10) 1・4-ビス（2-クロロエチルチオ）-n-ブタン | |
| 特定物質      | (11) 1・5-ビス（2-クロロエチルチオ）-n-ペンタン | |
| 特定物質      | (12) ビス（2-クロロエチルチオメチル）エーテル | |
| 特定物質      | (13) ビス（2-クロロエチルチオエチル）エーテル（別名O-マスタード） | |
| 特定物質      | (14) 2-クロロビニルジクロロアルシン（別名ルイサイト1） | |
| 特定物質      | (15) ビス（2-クロロビニル）クロロアルシン（別名ルイサイト2） | |
| 特定物質      | (16) トリス（2-クロロビニル）アルシン（別名ルイサイト3） | |
| 特定物質      | (17) ビス（2-クロロエチル）エチルアミン（別名HN1） | |
| 特定物質      | (18) ビス（2-クロロエチル）メチルアミン（別名HN2） | |
| 特定物質      | (19) トリス（2-クロロエチル）アミン（別名HN3） | |
| 特定物質      | (20) サキシトキシン | |
| 特定物質      | (21) リシン | |
| 第1種指定物質 | (1) O・O'-ジエチル=S-［2-ジエチルアミノ）エチル］=ホスホロチオラート（別名アミトン、VGガス）並びにそのアルキル化塩類及びプロトン化塩類 | (1) 炭素数が3以下である1のアルキル基との結合以外に炭素原子との結合のないりん原子を含む化合物であって、次に掲げるもの以外のもの。 イ 1の項の第3欄(1)から(4)まで及び第4欄に掲げる物質 ロ O-エチレル=S-フェニル=エチルホスホノチオロチオナート（別名ホノホス）                                                               |
| 第1種指定物質 | (2) 1・1・3・3・3-ペンタフルオロ-2-（トリフルオロメチル）-1-プロペン（別名PFIB） | 2) N・N-ジアルキルホスホルアミジク=ジハリド（アルキル基の炭素数が3以下であるものに限る。） |
| 第1種指定物質 | (3) 3-キヌクリジニル=ペンジラート（別名BZ） | (3) ジアルキル=N・N-ジアルキルホスホルアミデート（ジアルキル及びN・N-ジアルキルホスホルアミデートのアルキル基の炭素数が3以下であるものに限る。） |
| 第1種指定物質 | (4) 三塩化ヒ素 | |
| 第1種指定物質 | (5) 2・2-ジフェニル-2-ヒドロキシ酢酸 | |
| 第1種指定物質 | (6) キヌクリジン-3-オール | |
| 第1種指定物質 | (7) N・N-ジアルキルアミノエチル-2-クロリド（アルキル基の炭素数が3以下であるものに限る。）及びそのプロトン化塩類 | |
| 第1種指定物質 | (8) N・N-ジアルキルアミノエタン-2-オール（アルキル基の炭素数が3以下であるものに限り、N・N-ジメチルアミノエタノール及びN・N-ジエチルアミノエタノールを除く。）及びそのプロトン化塩類 | |
| 第1種指定物質 | (9) N・N-ジアルキルアミノエタン-2-チオール（アルキル基の炭素数が3以下であるものに限る。）及びそのプロトン化塩類 | |
| 第1種指定物質 | (10) ビス（2-ヒドロキシエチル）スルフィド（別名チオジグリコール） | |
| 第1種指定物質 | (11) 3,3-ジメチルブタン-2-オール（別名ピナコリルアルコール） | |
| 第2種指定物質 | (1) 二塩化カルボニル（別名ホスゲン） | (1) 塩化ホスホリル |
| 第2種指定物質 | (2) 塩化シアン | (2) 三塩化リン |
| 第2種指定物質 | (3) シアン化水素 | (3) 五塩化リン |
| 第2種指定物質 | (4) トリクロロニトロメタン（別名クロロビクリン） | (4) 亜リン酸トリメチル |
| 第2種指定物質 | (5) 亜リン酸トリエチル | |
| 第2種指定物質 | (6) 亜リン酸ジメチル | |
| 第2種指定物質 | (7) 亜リン酸ジエチル | |
| 第2種指定物質 | (8) 一塩化硫黄 | |
| 第2種指定物質 | (9) 二塩化硫黄 | |
| 第2種指定物質 | (10) 塩化チオニル | |
| 第2種指定物質 | (11) エチルジエタノールアミン | |
| 第2種指定物質 | (12) メチルジエタノールアミン | |
| 第2種指定物質 | (13) トリエタノールアミン | |

化学兵器かどうかの判断は、化学兵器禁止条約の表または上記に記載されているかどうかには必ずしも拠らない。日本は「赤剤（ジフェニルシアノアルシン、ジフェニルクロロアルシン）」および「緑剤（クロロアセトフェノン）」を、遺棄化学兵器として取り扱っている。